# آمبالاوائو (آنتاناناریوو)
آمبالاوائو (به لاتین: Ambalavao) یک منطقهٔ مسکونی در ماداگاسکار است که در آنالامانگا واقع شده‌است. آمبالاوائو ۷۷ کیلومتر مربع مساحت و ۱۰٬۱۵۷ نفر جمعیت دارد.